# Teodureto Camargo
Teodureto Leite de Almeida Camargo (São Paulo, 1889 — São Paulo, 1958) foi um engenheiro agrônomo e político brasileiro.
Foi ministro da Agricultura no governo José Linhares, de 8 de novembro de 1945 a 31 de janeiro de 1946.